# Zdeněk Lukáš
Zdeněk Lukáš (* 21. August 1928 in Prag; † 13. Juli 2007 ebenda) war ein tschechischer Komponist. 

## Leben
Lukáš studierte Pädagogik und arbeitete von Anfang an auch als Lehrer. In den Jahren 1953–1963 war er Produzent beim Tschechoslowakischen Rundfunk in Pilsen sowie Chorleiter. Zwischen 1962 und 1970 studierte er bei Miloslav Kabeláč. Er war stark von tschechischer Folklore beeinflusst und sein Schaffen konzentriert sich hauptsächlich auf Vokalmusik. Seit den 1960er Jahren nahm er zunehmend auch avantgardistische Techniken in seine Werke auf. Sein Werk umfasst sieben Sinfonien, sowie Opern, Oratorien und Kantaten und zahlreiche Chorwerke. Neben seiner Tätigkeit als Komponist widmete er sich der Chorleitung in verschiedenen Ländern.
1996 gründete Lukáš gemeinsam mit Sylvie Bodorová, Luboš Fišer und Otmar Mácha die Künstlergruppe Quattro. Jedes Mitglied sollte eine andere Komponistengeneration repräsentieren.

## Kompositionen

### Orchesterwerke

#### Sinfonien
- 1961 Sinfonie no. 2, op. 26
- 1965 Sinfonie no. 3 „Dove sta amore“, für gemischten Chor und Orchester, op. 40
- 1965 Sinfonietta solemnis, op. 43
- 1965 Sinfonie no. 4, op. 47
- 1972 Sinfonie no. 5, für lyrischen Sopran und Orchester, op. 82
- 1991 Sinfonie no. 6, op. 232
- 1995 Sinfonia Brevis, für sinfonisches Blasorchester, op. 265
- 2000 Sinfonie no. 7 „Trionfo del tempo“, für Sopran und Orchester, op. 312

#### Solokonzerte mit Orchester
- 1964 Konzert für Sopransaxophon und Orchester, op. 34
- 1968 Konzert für Violine, Viola und Orchester, op. 58
- 1970 Variationen für Klavier und Orchester, op. 69
- 1974 Musica da concerto, Kammermusik für 12 Streicher und Cembalo, op. 102
- 1975 Konzert für Fagott und Orchester, op. 113
- 1976 Konzert für Klarinette und Orchester, op. 119
- 1980 Proměny – Konzertante Musik für Streicher und Klavier, op. 140
- 1980 Konzert für Cembalo und Orchester, op. 152
- 1982 Konzertante Musik für Soloharfe und Streichorchester, op. 177
- 1982 Konzertante Suite für Bläserquintett und Streichorchester, op. 184
- 1983 Konzert für Viola und Orchester, op. 185
- 1984 Konzert für Klavier und Orchester, op. 192
- 1985 Präludium und Rondo für Violine und Streichorchester, op. 201
- 1986 Konzert für Cello und Orchester, op. 204
- 1989 Konzert für Horn und Orchester, op. 223
- 1989 Doppelkonzert für Cello, Kontrabass und Streicherkammerorchester, op. 227
- 1990 Concertino für Violine, Marimba und Streichorchester, op. 233
- 1992 Concertino für Violine und Streichorchester, op. 248
- 1993 Konzert für Klavier und Orchester, op. 258
- 1994 Concerto grosso für Saxophonquartett und Orchester, op. 262
- 1997 Vox Cordis Mei, Konzert für Orgel, zwei Trompeten und Streicher, op. 293
- 1999 Doppelkonzert für Oboe, Fagott und Orchester, op. 302
- 1999 Doppelkonzert für Violine, Kontrabass und Orchester, op. 304
- 2001 Symphonisches Konzert für Streichquartett und Orchester, op. 324
- 2003 Konzert "Te alle cinque"' für Violine, Klavier und Streichorchester, op. 335